# Baltazar Hacquet
Baltazar Hacquet de la Motte (również Baltazar lub Balthazar Hacquet; ur. 1739 w Le Conquet w Bretanii, zm. 10 stycznia 1815 w Wiedniu) – austriacki naturalista pochodzenia francuskiego, profesor anatomii, chemii i botaniki, etnolog, uważany za prekursora alpinizmu, pionier badań przyrody Karpat.
Studiował w Paryżu, najpierw teologię, później medycynę, której jednak nie ukończył. W 1758 roku wstąpił jako felczer do armii francuskiej, a w rok później – do armii austriackiej, z którą wziął udział w wojnie siedmioletniej. W 1769 roku został lekarzem w Idriji (dziś Słowenia), a od 1773 roku był profesorem anatomii, chirurgii i położnictwa w Lublanie, skąd przedsiębrał wiele wycieczek naukowych w Góry Dynarskie i słoweński Kras. W latach 1777–86 zwiedził grupy górskie Alp Tyrolskich, Karnickich, Julijskich i Noryckich, które opisał bardzo szczegółowo w szeregu dzieł, wydanych w latach 1778–1791.
W 1787 roku został profesorem historii naturalnej na odnowionym trzy lata wcześniej Uniwersytecie Lwowskim, które to stanowisko piastował przez 18 lat. Stąd w latach 1787–1795 odbył szereg podróży badawczych po Karpatach, od Bielska i Babiej Góry przez Tatry po Karpaty Rumuńskie.
W Tatrach był trzykrotnie, w latach 1792–1794, zwiedzając zwłaszcza ich polską stronę. Interesował się botaniką, geologią, mineralogią i funkcjonującym tu jeszcze szczątkowo górnictwem rud metali.
W lecie 1792 roku dotarł w te góry od strony północnej, tj. od Nowego Targu i Witowa. Zwiedził wówczas hutę i kuźnice żelaza w okolicach „źródeł Białego Dunajca” (właśc. w dolinie Bystrej), które były wówczas akurat nieczynne z powodu braku rudy. Był m.in. na Czerwonych Wierchach. W końcu lipca 1793 roku postanowił wejść na Krywań, uważany wówczas za najwyższy szczyt Tatr. Próba podjęta z dwoma góralami od strony północno-zachodniej (z Doliny Koprowej) nie powiodła się i wspinacze musieli zawrócić przed osiągnięciem wierzchołka. Za drugim razem, idąc od południa, 28 czerwca 1794 roku Hacquet dotarł na szczyt.
Od 1805 do 1809 roku pracował jako profesor chemii i botaniki na Akademii Krakowskiej. W tym okresie przez krótki czas pełnił też funkcję zastępcy dyrektora Ogrodu Botanicznego w Krakowie. Po ustąpieniu ze stanowiska na Uniwersytecie udał się do Wiednia. Tu zmarł 10 stycznia 1815 roku, w przededniu przygotowywanej podróży do rodzinnej Francji.
Opublikował m.in. czterotomową pracę pt. „Neueste physikalisch-politische Reisen in den Jahren 1788–1795 durch die Dacischen und Sarmatischen oder Nördlichen Karpathen” (Nürnberg 1790–1796). O Tatrach traktuje tom 4. dzieła. Znajdują się w nim m.in. dwie panoramy Tatr, jedna pokazująca te góry od strony południowej (z okolic miejscowości Važec), a druga, większa – od północy, ze wzgórz nad Nowym Targiem. Dzieło podaje również wiele informacji praktycznych dla potencjalnych podróżników, chcących zwiedzać Tatry, łącznie z zasadami wspinaczki.
Hacquet odegrał znaczącą rolę w dziedzinie botaniki obszarów alpejskich i karpackich, m.in. jako pierwszy opisując gatunki tojadu mołdawskiego i szczodrzeńca zmiennego. 
Jego nazwisko zostało upamiętnione w naukowej nazwie rodzajowej cieszynianki (Hacquetia Necker ex A.P. de Candolle) oraz w nazwie gatunkowej gnidosza Hacqueta (Pedicularis hacquetii K. Koch.). Na jego cześć nazwano również kopalnego koralowca Aulopora hacqueti Zapalski, 2005.